# William Middleton (3e baronnet)
William Middleton, 3e baronnet (v. 1700–1757) de Belsay Castle, Bolam, Northumberland, est un propriétaire terrien britannique et un homme politique whig qui siège à la Chambre des communes pendant 35 ans, de 1722 à 1757.

## Famille

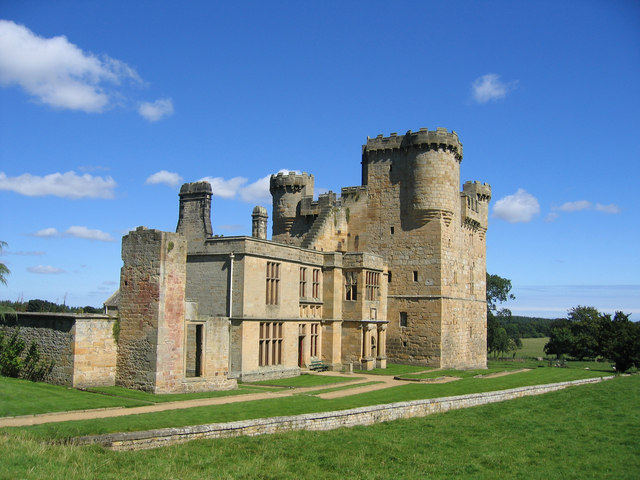
Château de Belsay, l'ancien siège des baronnets de Middleton du château de Belsay

Il est le fils aîné de John Middleton, 2e baronnet et de son épouse Frances Lambert, fille de John Lambert de Calton, Yorkshire et petite-fille du général cromwellien John Lambert. La famille Middleton vit à Belsay dans le Northumberland à partir du 13e siècle. Il hérite des domaines et du titre de baronnet à la mort de son père le 17 octobre 1717. Alors qu'il est mineur, son principal administrateur est le ministre presbytérien à Belsay. Il possède un étalon de premier ordre, issu de chevaux arabes nouvellement importés, et est membre du Jockey Club. Selon la tradition familiale, Middleton «empruntait toujours de l'argent et était toujours endetté». Il épouse Anne Ettrick, fille de William Ettrick de Silksworth, comté de Durham en mai 1725.

## Carrière
La famille Middleton représentait Northumberland au Parlement depuis le début du 15e siècle. Lorsqu'il devient majeur, il est élu sans opposition en tant que député whig de Northumberland aux élections générales de 1722. En tant que presbytérien, il a attiré le vote presbytérien, dont les agriculteurs constituaient une partie considérable. Il représente le Northumberland pour le reste de sa vie et a généralement soutenu le gouvernement. Il est réélu sans opposition aux élections générales de 1727 et, dans une note de dissidence, vote contre le gouvernement sur le projet de loi d'accise de 1733. Aux élections générales de 1734, il y a un scrutin à Northumberland au coût énorme pour les candidats, et le collègue de Middleton, Ralph Jenison, en est paralysé financièrement. Dans ce parlement, la dissidence de Middleton s'exprime par un vote contre le projet de loi de 1740. Il est réélu sans opposition aux Élections générales britanniques de 1741. En mai 1742, en vertu d'un projet de loi de l'opposition, il est choisi comme l'un des commissaires aux comptes publics, mais le projet de loi est rejeté à la Chambre des lords.
Il accompagne le duc de Cumberland lors de son passage dans le Northumberland en janvier 1746 pour prendre le commandement de l'armée en Écosse. Bien que Middleton soit un civil, il est nommé colonel et placé sur le personnel du duc. Aux élections générales de 1747 et de 1754, il est réélu sans opposition dans le Northumberland. À partir de 1754 il reçoit une pension des services secrets de 800 £ par an,.
Il est décédé le 28 septembre 1757. Lui et sa femme ont une fille et aucun héritier mâle. Le titre de baronnet passe à son frère John Lambert Middleton. Après sa mort, tout le contenu de la maison, jusqu'aux casseroles et poêles de la cuisine, est vendu aux enchères pour rembourser ses dettes. Les chevaux sont également vendus et Charles Watson-Wentworth achète Whistlejacket, l'un de ses meilleurs chevaux.